# Bernard Stas de Richelle

Wapen van de familie Stas de Richelle

Bernard Guillaume Stas de Richelle, ook Stas - De Volder (Luik, 18 mei 1788 - Gent, 11 januari 1851) was een Belgisch volksvertegenwoordiger.

## Biografie

### Familie
Bernard Stas was een zoon van Laurent Stas en Marie-Josèphe Petitjean. Hij trouwde in 1830 in Destelbergen met Marie-Thérèse de Volder (1800-1879). Ze kregen een zoon en twee dochters.
- Julie Stas (1831-1908), trouwde in 1853 in Gent met Ferdinand de Loën d'Enschedé (1833-1899), burgemeester van Villers-devant-Orval en senator. Ze kregen een zoon en vijf dochters, met afstammelingen tot heden.
- Victor Stas de Richelle (1836-1886), burgemeester van Bottelare, trouwde in 1862 in Gent met Delphine Vergauwen (1842-1895), dochter van jhr. Franz Vergauwen, burgemeester van Scheldewindeke, volksvertegenwoordiger en senator. Ze kregen zes zoons en vier dochters.
  - Gabrielle Stas de Richelle (1863-1926), trouwde in 1903 in Bottelare met baron Herman della Faille d'Huysse (1846-1922), burgemeester van Deurle, provincieraadslid van Oost-Vlaanderen en volksvertegenwoordiger, zoon van baron Gustave della Faille d'Huysse, gemeenteraadslid van Deurle. Het huwelijk bleef kinderloos.
  - Adelin Stas de Richelle (1864-1927), burgemeester van Bottelare, trouwde in 1895 in Elsene met Jeanne de Vigneron (1875-1963), dochter van Albert de Vigneron (1851-1926), directeur-generaal bij het ministerie van Binnenlandse Zaken. Ze kregen vijf zoons en een dochter, met afstammelingen tot heden.
  - Arthur Stas de Richelle (1868-1927), trouwde in 1896 in Gent met Renée de Kerchove de Denterghem (1875-1952), dochter van graaf Rodolphe de Kerchove de Denterghem, provincieraadslid van Oost-Vlaanderen. Ze kregen een zoon en twee dochters, met afstammelingen tot heden.
  - Ernest Stas de Richelle (1869-1954), trouwde in 1898 in Gent met Suzanne de Kerchove de Denterghem (1877-1958), dochter van graaf Rodolphe de Kerchove de Denterghem. Ze kregen een zoon en drie dochters, met afstammelingen tot heden.
  - Maria Stas de Richelle (1871-1955), trouwde in 1891 in Bottelare met jhr. Alphonse Cardon de Lichtbuer (1869-1950), kleinzoon van jhr. Philippe Cardon. Ze kregen vijf zoons en vijf dochters, met afstammelingen tot heden.
  - Anne Stas de Richelle (1873-1949), trouwde in 1901 in Bottelare met Stanislas Piers de Raveschoot (1868-1946), burgemeester van Olsene, zoon van Polydore Piers, burgemeester van Olsene en provincieraadslid van Oost-Vlaanderen. Ze kregen een zoon en drie dochters, met afstammelingen tot heden.
  - Victor Stas de Richelle (1875-1928), trouwde in 1908 in Sint-Denijs-Westrem met Renée van der Haeghen (1882-1956), dochter van Victor van der Haeghen, archivaris, archeoloog, historicus en bibliothecaris. Ze kregen vier dochters, met afstammelingen tot heden. Deze familietak is in 1999 uitgedoofd.
  - Maurice Stas de Richelle (1878-1926), jezuïet en missionaris in India.
  - Louis Stas de Richelle (1880-1951), trouwde in 1903 in Destelbergen met Geneviève Heynderycx (1882-1978). Ze kregen drie zoons, met afstammelingen tot heden.

Hij werd in 1848 in de Belgische erfelijke adel opgenomen met de bij eerstgeboorte overdraagbare titel van ridder.

### Loopbaan
Stas werd in 1835 verkozen tot unionistisch volksvertegenwoordiger voor het arrondissement Sint-Niklaas, een mandaat dat hij vervulde tot in 1839.